# کراسنوسلسک (جمهوری آلتای)
کراسنوسلسک (به لاتین: Krasnoselsk) یک منطقهٔ مسکونی در روسیه است که در جمهوری آلتای واقع شده‌است.